# Zellergrundbach
Der Zellergrundbach, der an seinem Oberlauf Weipoltshausener Dorfgraben heißt, ist ein knapp zehn Kilometer langer, linker und nordnordöstlicher Zufluss des Marienbachs in der Schweinfurter Rhön (Hesselbacher Waldland). Der Bach fließt zunächst durch den Landkreis Schweinfurt und dann durch die kreisfreien Stadt Schweinfurt in Bayern. Im Landkreis wird er auf seinem ganzen Lauf von der Kreisstraße SW 30/SWs 30 begleitet.

## Geographie

### Verlauf

#### Weipoltshausener Dorfgraben
Der Zellergrundbach entspringt als Weipoltshausener Dorfgraben auf einer Höhe von ca. 373 m ü. NHN, knapp einen Kilometer nordwestlich des zu Üchtelhausenen gehörenden Dorfs Hoppachshof. Seine Quelle liegt in einer landwirtschaftlich genutzten Lichtung im Hoppachsgrund am Rande des Waldes Klingenholz, in dem wenig oberhalb der Quelle ein kleiner Teich liegt.
Der Weipoltshausener Dorfgraben fließt zunächst in westsüdwestlicher Richtung durch den Hoppachsgrund, wechselt dann in einer Waldenge langsam auf südwestlichen Lauf und durchfließt danach den Üchtelhausener Ortsteil Weipoltshausen. Nördlich des Ortsteils Zell fließt ihm auf etwa 275 m ü. NHN auf seiner rechten Seite ein aus dem Jeusinggrund im Norden kommender Bach zu. Ab dort trägt der bisher Weipoltshausener Dorfgraben genannte Bach die Bezeichnung Zellergrundbach. 

#### Zellergrundbach

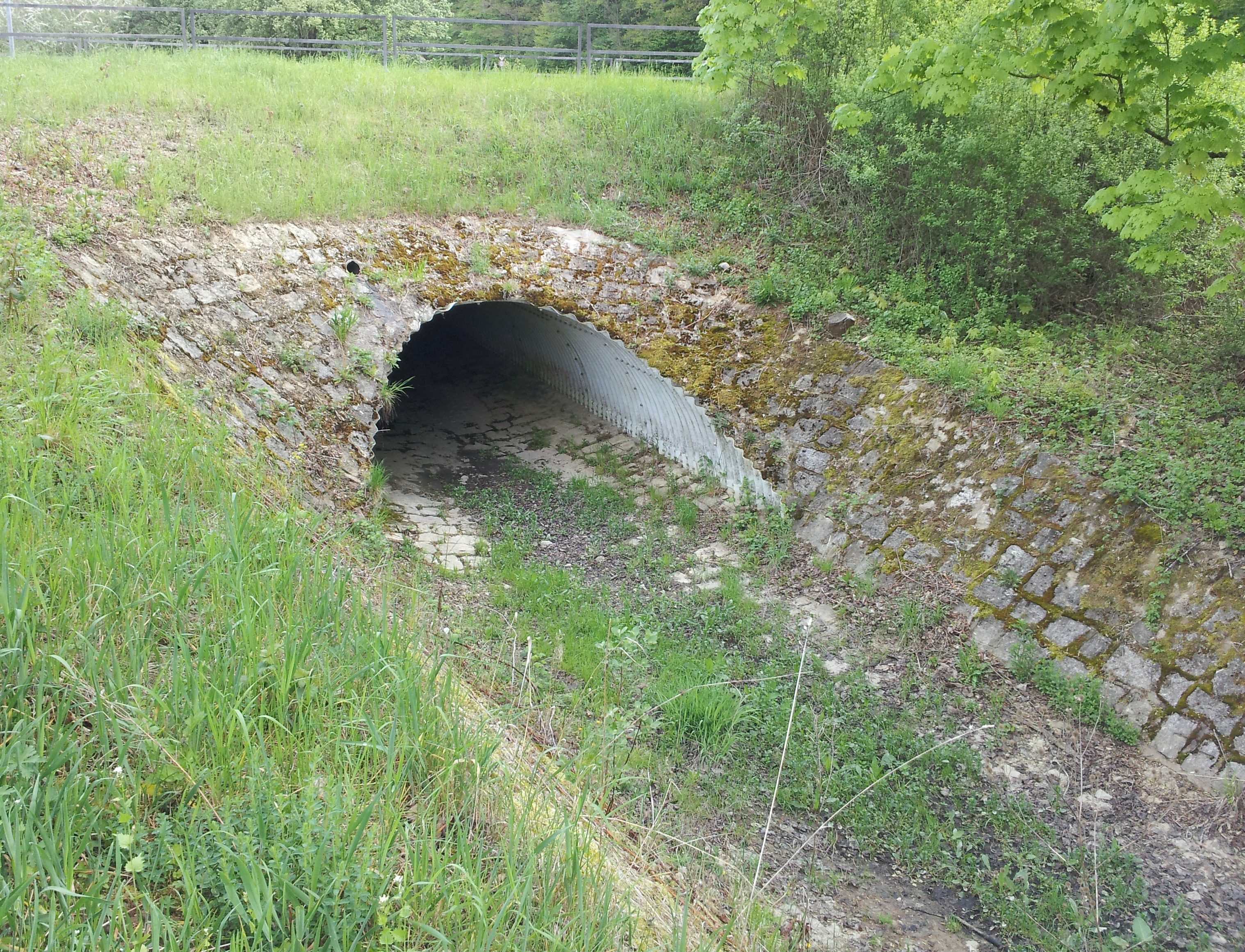
Unterführung des Bachs unter der Lucas-Cranach-Straße am Ortsrand von Schweinfurt

Der Zellergrundbach durchzieht nun das Dorf Zell, fließt dann fast südwärts durch den Zellergrund, einem engen, rechts und links bewaldeten Tal östlich am bis etwa 335 m ü. NHN hohen Haardtberg vorbei, erreicht danach die Kreisgrenze zu Schweinfurt und wird dort auf seiner linken Seite durch den Abfluss des Lindenbrunnens gespeist. Der Bach läuft nun auf dem Gebiet von Schweinfurt weiterhin in Richtung Süden, westlich am Stadtwald entlang und wird am Nordostrand des Schweinfurter Stadtteils Haardt auf seiner linken Seite von einem kleinen Waldbach gestärkt. Dieses Waldbächlein führt erst ab einem Zufluss vom Jägerbrunnen ganzjährig Wasser.
Der Zellergrundbach läuft nun zwischen dem genannten Stadtteil im Westen und dem östlich gelegenen Wildpark an den Eichen hindurch, fließt dann westlich am Schweinfurter Ortsteil Steinberg vorbei und mündet schließlich von Nordnordosten herkommend in Schweinfurt auf einer Höhe von 220 m ü. NHN etwas südlich der Walter-von-der-Vogelweide-Straße und östlich der Dittelbrunner Straße von links in den aus dem Nordnordwesten heranziehenden Marienbach.

### Einzugsgebiet
Der Zellergrundbach hat ein etwa 24,2 km² großes Einzugsgebiet, das naturräumlich gesehen zum Hesselbacher Waldland (Schweinfurter Rhön) in den Mainfränkischen Platten gerechnet wird, inmitten dessen nordwestlichen Teilraums das Gewässer entspringt und am Südwestrand von dessen südlichen Unterraum zum ebenfalls in den Mainfränkischen Platten liegenden Schweinfurter Becken es mündet.
Das Einzugsgebiet hat die Kontur eines nach Südsüdwesten auslaufenden spitzen Keils und übertrifft an Größe das des aufnehmenden Marienbachs bis zur Zumündung. Weil die großen Zuflüsse alle von rechts kommen, läuft der Zellergrundbach darin stets sehr nahe der linken Wasserscheide.
Der mit ca. 417 m ü. NHN höchste Punkt liegt an der kurzen Nordnordostseite des Einzugsgebietsdreiecks, jenseits dessen linke Zuflüsse des Maßbachs, darunter insbesondere der Erlenbach, die andere Seite zur Lauer entwässern. An diesem hydrologisch bedeutendsten Teil der Gesamtwasserscheide grenzt also das Einzugsgebiet der großen, erst viel weiter abwärts den Main erreichenden Fränkischen Saale an. Die lange westliche Scheide trennt auf ganzer Erstreckung vom Einzugsgebiet des aufnehmenden Marienbachs, die lange südöstliche von dem des Höllenbachs, der nur kurz vor dem Marienbach in den Main mündet.
Geologisch ist das Gebiet vom Oberen Muschelkalk bestimmt, der die nördlichen Bereiche und die tieferen Lagen im Süden einnimmt. In den höheren darüber liegt der Lettenkeuper (Erfurt-Formation) des Unterkeupers. Der Muschelkalk im Norden liegt tektonisch hoch zwischen zwei Störungslinien auf einem von Nordwest nach Südost ziehenden Horst, parallel zu dem im unteren Einzugsgebiet weitere, teils nur kurze Störungen ebenfalls teilweise Muschelkalk gegen den Unterkeuper der Tiefschollen versetzen.

### BayernAtlas („BA“)
Amtliche Online-Gewässerkarte mit passendem Ausschnitt und den hier benutzten Layern: Lauf und Einzugsgebiet des Zellergrundbachs

Allgemeiner Einstieg ohne Voreinstellungen und Layer: BayernAtlas der Bayerischen Staatsregierung (Hinweise)
1. 1 2 3 4 5  Höhe abgefragt auf dem Hintergrundlayer Amtliche Karte (Rechtsklick).
2. ↑  Länge abgemessen auf dem Hintergrundlayer Amtliche Karte.
3. ↑  Einzugsgebiet abgemessen auf dem Hintergrundlayer Amtliche Karte.
4. ↑  Geologie nach dem Layer Geologischen Karte 1:500.000.

### Sonstige
1. ↑  Im Landkreis trägt die Straße die Bezeichnung SW 30 und in der Stadt dann SWs 30
2. ↑  Brigitte Schwenzer: Geographische Landesaufnahme: Die naturräumlichen Einheiten auf Blatt 140 Schweinfurt. Bundesanstalt für Landeskunde, Bad Godesberg 1968. → Online-Karte (PDF; 4,3 MB)